# Нидерландский институт космических исследований

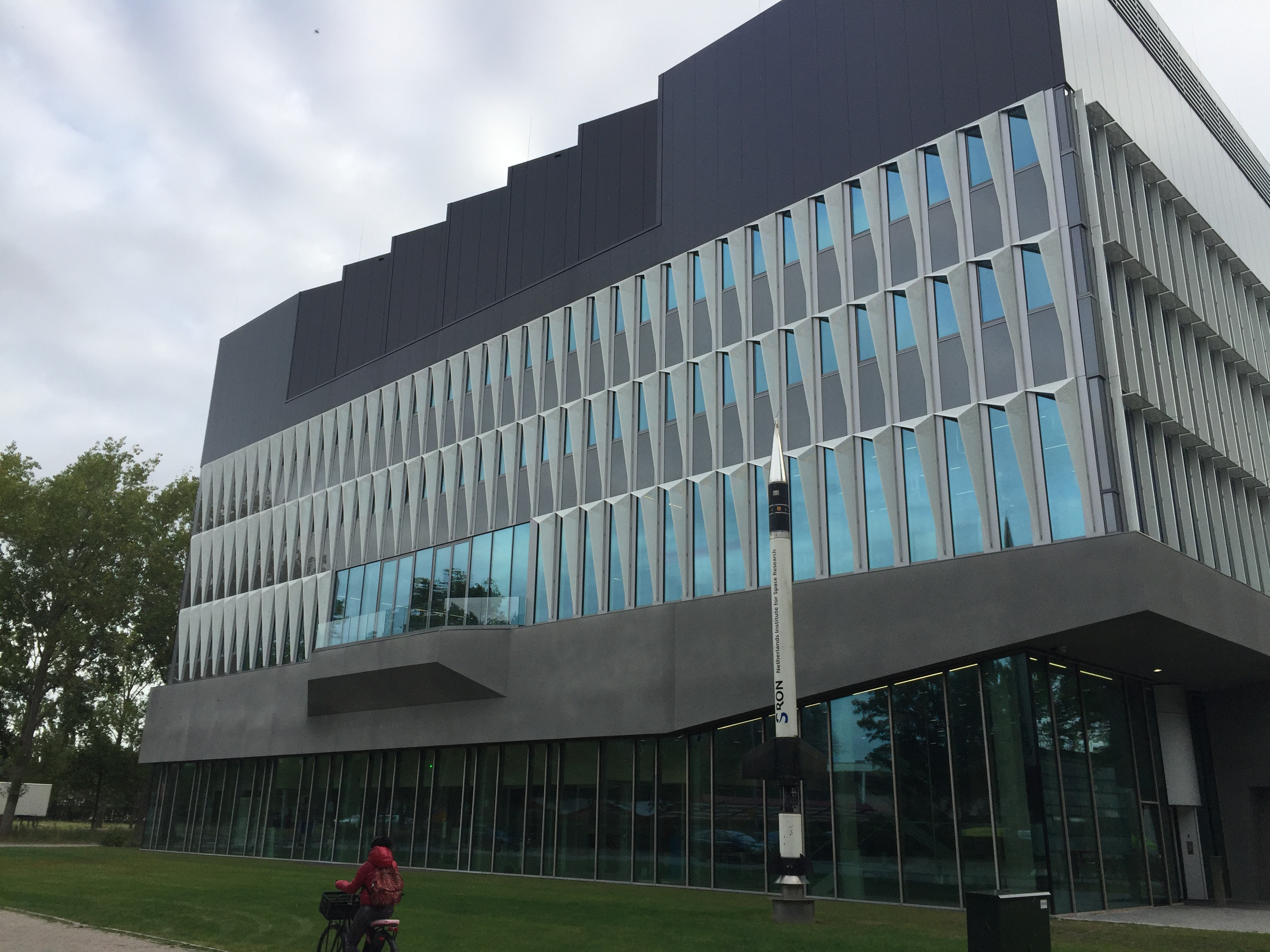
Здание главного корпуса НИКИ, Лейден, Нидерланды

Нидерландский институт космических исследований (НИКИ) — национальное агентство по космическим исследованиям, является представителем Нидерландов в Европейском космическом агентстве, занимается разработкой и использованием спутниковой аппаратуры для целей астрофизики и наук о Земле.
Организация основана в 1983 году, и имела название Stichting Ruimteonderzoek Nederland (с нидерл. — «Нидерландская организация по космическим исследованиям»). Была переименована в 2004 году. Институт располагается в двух зданиях: главное находится в восточной части города Утрехт, второе — на севере Гронингена.

## Структура
В состав НИКИ входят три научных департамента (см. ниже) и два вспомогательных отдела (инжиниринга и сенсорных технологий).

### Астрофизика высоких энергий
Данный департамент специализируется на рентгеновском и гамма оборудовании. Среди его разработок необходимо выделить широкоугольные камеры для спутника BeppoSAX, спектрометр LETGS для телескопа Чандра и спектрометр RGS для телескопа XMM-Newton. Число сотрудников — около 35 человек.

### Астрофизика низких энергий
Этот департамент занимается созданием инфракрасных детекторов для планеров, высотных воздушных шаров и спутников, а также сбором и анализом поступающих данных. Здесь были сконструированы коротковолновый спектрометр для орбитального телескопа Infrared Space Observatory и аналогичный инструмент для космической обсерватории Гершель. Число сотрудников — около 45 человек.

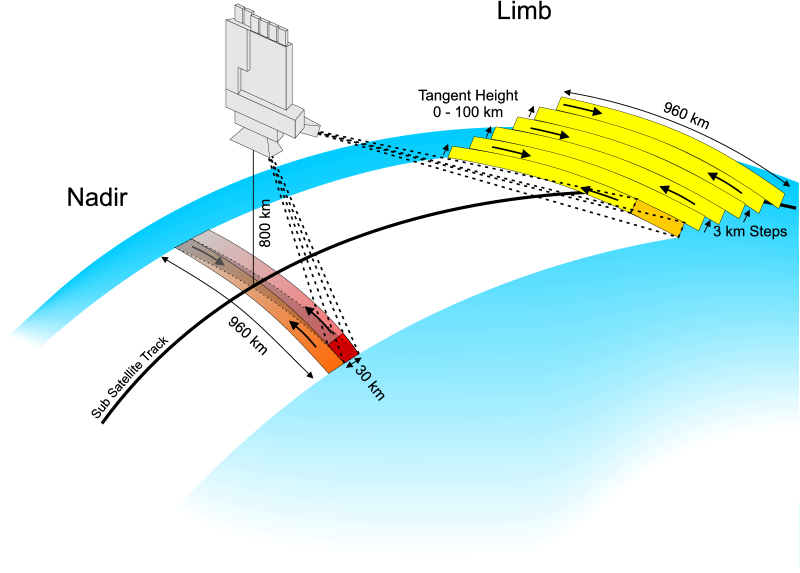
SCIAMACHY в действии.

### Науки о Земле и других планетах
Данный департамент функционирует с 1991 года. В основном, он занимается изучением физико-химических свойств земной атмосферы, а также гравитационными изысканиями. Силами подразделения совместно с немецкими и бельгийскими коллегами создан спектрометр SCIAMACHY для спутника Envisat. Однако из-за дефектов конструкции самого спутника работа данного инструмента была нарушена, так что предоставляемые им данные оказались бесполезными. Также департаментом выполнялась работа по контракту с ЕКА о калибровке и проверке данных, полученных со спутника GOCE. Аналогичная работа будет проделана и с данными со спутника LISA Pathfinder, который будет запущен в 2013 году.